# Бремерхафенская городская библиотека
Бремерхафенская городская библиотека (также Библиотека Бремерхафена; нем. Stadtbibliothek Bremerhaven) — публичная библиотека, расположенная в городе Бремерхафен (земля Бремен); является крупнейшей библиотекой города, книжное собрание занимает площадь в 2150 м² и включает в себя 127 000 книг для взрослых и детей, а также — музыкальную коллекцию. Была основана в 1873 году по инициативе члена муниципального совета Леопольда фон Вангерова с коллекцией в 5319 томов; значительно пострадала от воздушных ударов во время Второй мировой войны: из 40 000 томов сохранились 350 экземпляров.

## История
Бремерхафенская городская библиотека была основана в 1873 году по инициативе местного издателя Леопольда фон Вангерова (August Philipp Leopold von Vangerow, 1831—1881), являвшегося членом городского совета, и комиссара совета Бремена Альберта Шумахера (Hermann Albert Schumacher, 1839—1890). В тот период в Бремене предполагалось объединить несколько библиотек в единую городскую библиотеку, в связи с чем появилась возможность передать в Бремерхафен множество дубликатов книг и журналов. Шумахер связался с бременским библиотекарем Иоганном Георгом Колем, который пообещал Вангерову собрать подходящие работы в качестве дара для новой библиотеки в Бремерхафене.
22 сентября 1873 года библиотека открылась в помещениях начальной школы для мальчиков; первоначальный книжный фонд составлял 5319 томов. Помимо бременских библиотек, книги были пожертвованы Торговой палатой, Бременским архивом и частными коллекционерами. Первым библиотекарем (по совместительству) стал учитель Танцман, который получал 300 марок в год; библиотека работала два дня в неделю по одному часу. К 1880 году фонды выросли до 10 650 томов; в 1904 году фонды насчитывали уже 17 260 книг. В 1889 году библиотека переехала на первый этаж здания ратуши Бремерхафена. Во время Первой мировой войны, в 1916 году, библиотека передала Германской армии около полутора тысяч томов.
По случаю своего пятидесятилетия, в 1923 году, библиотека получила увеличение годового бюджета до 3000 марок. Начиная с 1933 года «еврейские и марксистские» произведения были исключены из фондов. В результате авианалета от 18 сентября 1944 года были уничтожены все 40 000 томов: исключение составили 350 книг, находившиеся на руках у читателей.